# Hellinsia emmelinoida
Hellinsia emmelinoida is een nachtvlinder uit de familie Pterophoridae (vedermotten). De spanwijdte van de vlinder bedraagt tussen de 22 en 24 millimeter. De soort is bekend uit Tanzania. De soort lijkt sterk op Emmelina monodactyla, waarnaar de naam ook verwijst. De soort vliegt in januari, juli en december.
De soort is beschreven in een special van Zoologische Mededelingen, uitgegeven door Naturalis, die op 1 januari 2008 verscheen ter ere van het 250-jarig bestaan van de zoölogische nomenclatuur. Op 1 januari 1758 verscheen namelijk de tiende editie van Systema naturae van Carl Linnaeus.